# OK Lliga femenina 2017-2018
L'OK Lliga Femenina 2017-18 fou la desena edició de la Lliga espanyola d'hoquei sobre patins. Es disputà des del 14 d'octubre de 2017 fins al 26 de maig de 2018 i fou organitzada per la Federació Espanyola de Patinatge. Hi participaren catorze equips, amb una majoritària presència dels clubs catalans. Es disputà en format de lligueta a doble volta, amb un total de vint-i-sis jornades.
Es proclamà campió el Hostelcur Gijón HC, que guanyà el seu tercer títol de lliga. La jugadora del Generali HC Palau, Berta Busquets, fou escollida MVP de l'OK Lliga, mentre que la jugadora del Cerdanyola CH, Gemma Solé, fou la màxima golejadora de la competició amb 38 gols i guanyà el primer trofeu de Bola d'or.

## Sistema de competició
La competició es disputà en format de sistema de tots contra tots a doble volta, celebrant-se un partit en camp propi i l'altre en camp contrari, amb un total de vint-i-sis jornades. La classificació final s'establí d'acord amb els punts totals obtinguts per cada equip en finalitzar el campionat. Els equips aconseguiren tres punts per cada partit guanyat, un punt per cada empat i cap punt pels partits perduts. Si en finalitzar el campionat dos equips igualen a punts, els mecanismes per desempatar la classificació són els següents:
1. Qui tingui una major diferència entre gols a favor i en contra segons el resultat dels partits jugats entre ells.
2. Qui tingui la diferència més gran de gols a favor tenint en compte tots els obtinguts i rebuts en el transcurs de la competició.

En finalitzar la temporada, els quatre primers classificats disputaren la Lliga Europea de la temporada següent, mentre que els tres últims descendiren de categoria.

## Clubs participants
- Club Patín Alcorcón
- Club Hoquei Patí Bigues i Riells
- Cerdanyola Club Hoquei
- Hostelcur Gijón HC
- Citylift Girona Club Hoquei
- Hockey Club Liceo
- Club Patí Manlleu
- Generali Hoquei Club Palau de Plegamans
- Reus Deportiu
- Club Patín Las Rozas
- SFERIC Terrassa
- Calmar Club Patí Vilanova
- Club Patí Vila-sana
- Club Patí Voltregà

## Taula de resultats
| Casa \ Fora                    | ALC  | BIG | CER | GIJ  | GIR | LIC | MAN | PAL | REU | ROZ | TER | VIL | VLS | VOL |
| ------------------------------ | ---- | --- | --- | ---- | --- | --- | --- | --- | --- | --- | --- | --- | --- | --- |
| CP Alcorcón                    | —    | 4–5 | 7–5 | 4–3  | 0–3 | 1–1 | 0–3 | 4–3 | 5–4 | 1–0 | 3–2 | 2–3 | 3–4 | 1–3 |
| CHP Bigues i Riells            | 2–0  | —   | 2–3 | 1–7  | 6–5 | 1–3 | 5–7 | 1–1 | 7–0 | 1–2 | 2–1 | 2–2 | 2–5 | 2–4 |
| Cerdanyola CH                  | 7–5  | 6–3 | —   | 2–3  | 4–6 | 3–1 | 2–6 | 3–3 | 4–0 | 4–1 | 7–5 | 1–3 | 3–3 | 4–7 |
| Hostelcur Gijón HC             | 10–0 | 9–1 | 7–2 | —    | 5–3 | 1–1 | 4–3 | 0–2 | 6–1 | 4–1 | 8–1 | 2–3 | 6–1 | 6–2 |
| Citylift Girona CH             | 4–4  | 1–3 | 4–5 | 2–4  | —   | 1–2 | 1–4 | 0–5 | 7–4 | 3–4 | 3–0 | 3–7 | 2–0 | 4–6 |
| HC Liceo                       | 4–6  | 0–5 | 2–4 | 0–3  | 2–3 | —   | 0–2 | 1–4 | 3–2 | 1–0 | 2–3 | 0–5 | 1–4 | 2–6 |
| CP Manlleu                     | 2–1  | 4–5 | 6–2 | 3–3  | 6–1 | 3–1 | —   | 2–3 | 2–1 | 3–3 | 7–2 | 2–1 | 6–2 | 4–3 |
| Generali HC Palau de Plegamans | 9–2  | 6–2 | 3–3 | 1–3  | 2–2 | 3–1 | 1–2 | —   | 2–0 | 4–0 | 3–0 | 3–1 | 4–2 | 4–3 |
| Reus Deportiu                  | 0–2  | 3–2 | 2–4 | 1–5  | 4–6 | 4–5 | 0–5 | 2–1 | —   | 2–2 | 3–1 | 1–2 | 0–2 | 1–3 |
| CP Las Rozas                   | 6–1  | 3–1 | 3–3 | 2–11 | 2–2 | 5–2 | 3–0 | 1–6 | 3–1 | —   | 2–0 | 1–2 | 4–1 | 0–3 |
| SFERIC Terrassa                | 2–5  | 2–5 | 2–2 | 1–5  | 1–2 | 2–1 | 1–3 | 2–4 | 1–2 | 1–2 | —   | 3–4 | 7–4 | 2–5 |
| Calmar CP Vilanova             | 2–2  | 6–2 | 4–6 | 1–6  | 3–1 | 1–2 | 1–3 | 1–5 | 3–2 | 1–3 | 5–3 | —   | 1–1 | 2–4 |
| CP Vila-sana                   | 2–1  | 5–1 | 3–2 | 1–4  | 4–3 | 2–3 | 1–4 | 2–2 | 3–0 | 1–1 | 3–0 | 2–6 | —   | 3–1 |
| CP Voltregà                    | 1–2  | 1–3 | 3–0 | 1–1  | 4–3 | 3–0 | 4–2 | 4–1 | 4–0 | 3–1 | 4–3 | 3–0 | 2–1 | —   |

## Classificació final
L'Hostelcur Gijón HC es proclamà campió de lliga a una jornada per acabar la competició. Finalitzà amb 63 punts i 20 victòries, amb quatre punts de marge del segon classificat, el CP Manlleu. El campió i el subcampió, juntament amb el CP Voltregà i el Generali HC Palau es classificaren per a disputar la Lliga europea d'hoquei sobre patins de la següent temporada. Descendiren el Deportivo Liceo a Primera Divisió i el Reus Deportiu i l'SFERIC Terrassa a Lliga Nacional Catalana.
La jugadora del Generali HC Palau, Berta Busquets, fou escollida MVP de l'OK Lliga.
| Classificació final | Classificació final | Classificació final | Classificació final | Classificació final | Classificació final | Classificació final | Classificació final | Classificació final | Classificació final | Classificació final               |
| Pos.                | Club                | Punts               | PJ                  | PG                  | PE                  | PP                  | GF                  | GC                  | Gav                 |                                   |
| ------------------- | ------------------- | ------------------- | ------------------- | ------------------- | ------------------- | ------------------- | ------------------- | ------------------- | ------------------- | --------------------------------- |
| 1                   | Hostelcur Gijón HC  | 63                  | 26                  | 20                  | 3                   | 3                   | 129                 | 41                  | +88                 | Classificats per la Lliga europea |
| 2                   | CP Manlleu          | 59                  | 26                  | 19                  | 2                   | 5                   | 94                  | 51                  | +43                 | Classificats per la Lliga europea |
| 3                   | CP Voltregà         | 58                  | 26                  | 19                  | 1                   | 6                   | 87                  | 52                  | +35                 | Classificats per la Lliga europea |
| 4                   | Generali HC Palau   | 53                  | 26                  | 16                  | 5                   | 5                   | 85                  | 44                  | +41                 | Classificats per la Lliga europea |
| 5                   | Calmar CP Vilanova  | 42                  | 26                  | 13                  | 3                   | 10                  | 70                  | 65                  | 5                   |                                   |
| 6                   | Cerdanyola CH       | 38                  | 26                  | 11                  | 5                   | 10                  | 91                  | 94                  | -3                  |                                   |
| 7                   | CP Las Rozas        | 38                  | 26                  | 11                  | 5                   | 10                  | 55                  | 65                  | -10                 |                                   |
| 8                   | CP Vila-sana        | 37                  | 26                  | 11                  | 4                   | 11                  | 62                  | 69                  | -7                  |                                   |
| 9                   | CP Alcorcón         | 33                  | 26                  | 10                  | 3                   | 13                  | 66                  | 90                  | -24                 |                                   |
| 10                  | CHP Bigues i Riells | 32                  | 26                  | 10                  | 2                   | 14                  | 72                  | 90                  | -18                 |                                   |
| 11                  | Citylift Girona CH  | 27                  | 26                  | 8                   | 3                   | 15                  | 75                  | 91                  | -16                 |                                   |
| 14                  | HC Liceo            | 23                  | 26                  | 7                   | 2                   | 17                  | 41                  | 77                  | -36                 | Descendeix a Primera Divisió      |
| 12                  | Reus Deportiu       | 13                  | 26                  | 4                   | 1                   | 21                  | 40                  | 90                  | -50                 | Descendeixen a Nacional Catalana  |
| 13                  | SFERIC Terrassa     | 10                  | 26                  | 3                   | 1                   | 22                  | 48                  | 96                  | -48                 | Descendeixen a Nacional Catalana  |

| Campió de l'OK Lliga 2017-18    |
| ------------------------------- |
| Hostelcur Gijón HC Tercer títol |
| MVP                             |
| Berta Busquets                  |

## Estadístiques
| Nota. Jugadores amb trenta o més gols |

| Màxima golejadora | Màxima golejadora | Màxima golejadora   | Màxima golejadora | Màxima golejadora | Màxima golejadora | Màxima golejadora | Màxima golejadora | Màxima golejadora |
| Pos.              | Jugadora          | Club                | Gols              | PJ                | GPP               | Asst.             | Pen               | FD                |
| ----------------- | ----------------- | ------------------- | ----------------- | ----------------- | ----------------- | ----------------- | ----------------- | ----------------- |
| 1                 | Gemma Solé        | Cerdanyola CH       | 38                | 26                | 1.46              | 6                 | 12/17             | 2/18              |
| 2                 | Victòria Porta    | CP Vila-sana        | 37                | 26                | 1.42              | 1                 | 6/12              | 11/21             |
| 3                 | Marta Borràs      | CHP Bigues i Riells | 30                | 26                | 1.15              | 9                 | 4/10              | 8/12              |
| 4                 | Maria Díez        | Hostelcur Gijón HC  | 28                | 21                | 1.33              | 8                 | 2/6               | 3/8               |
| 5                 | Laura Puigdueta   | Generali HC Palau   | 27                | 26                | 1.04              | 10                | 2/3               | 2/7               |
| 6                 | Anna Casarramona  | CP Manlleu          | 26                | 20                | 1.30              | 6                 | 0                 | 0                 |
| 7                 | Giulia Galeassi   | CP Las Rozas        | 26                | 26                | 1.00              | 1                 | 1/3               | 1/4               |
| 8                 | Catalina Flores   | CP Vila-sana        | 25                | 26                | 0.96              | 2                 | 0/2               | 4/12              |
| 4                 | Laura Barcons     | CP Manlleu          | 25                | 25                | 1.00              | 1                 | 0                 | 4/10              |
| 10                | Laia Castro       | Citylift Girona CH  | 25                | 25                | 1.00              | 11                | 0                 | 2/13              |